# Geleitzug QP 15
Der Geleitzug QP 15 war ein alliierter Nordmeergeleitzug, der im November 1942 im sowjetischen Murmansk zusammengestellt wurde und weitestgehend ohne Ladung ins schottische Loch Ewe fuhr. Die Alliierten verloren durch U-Bootangriffe zwei Frachter mit 9825 BRT. Aufgrund eines schweren Sturmes sank ein sowjetischer Zerstörer, zwei Frachter mussten umkehren.

## Zusammensetzung und Sicherung

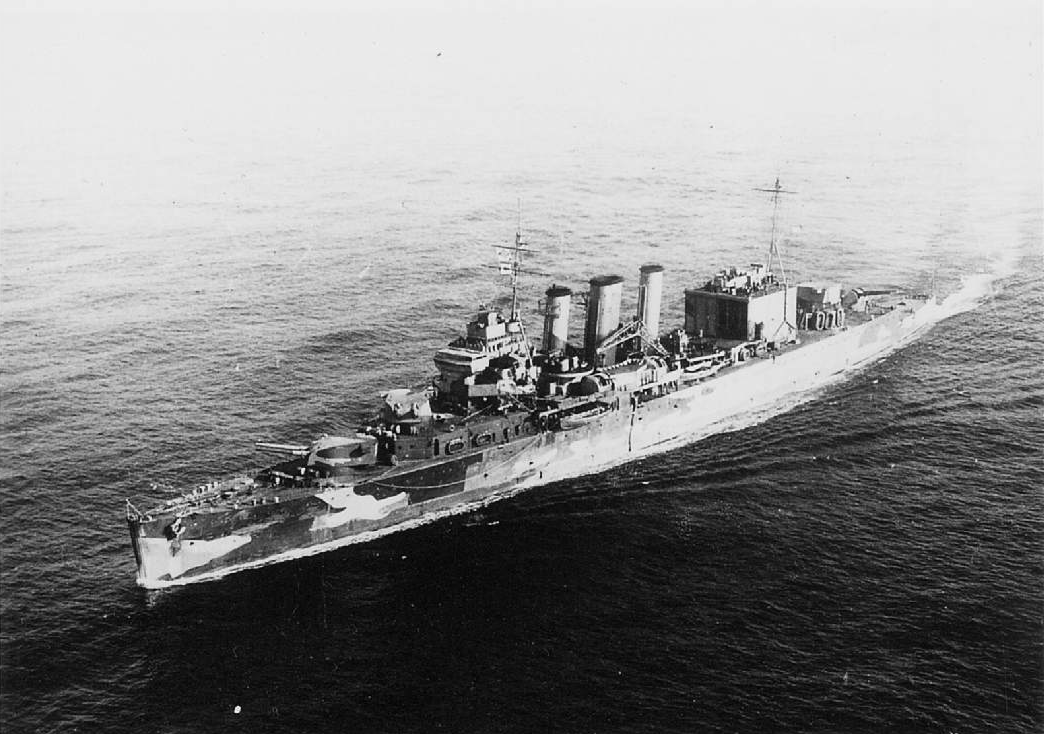
Die HMS Suffolk war Teil der Nahsicherungsgruppe

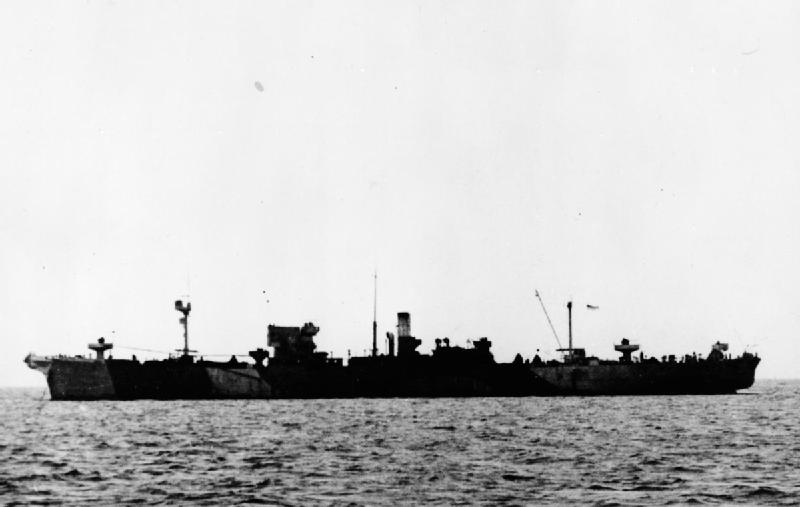
Frachter Empire Baffin

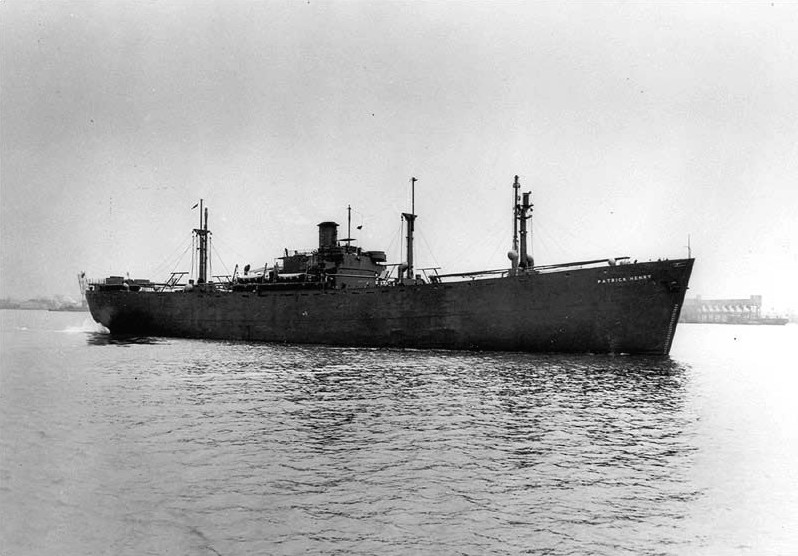
Frachter Patrick Henry

Der Geleitzug QP 15 setzte sich aus 30 Frachtschiffen zusammen. Am 17. November 1942 verließ er die Murmansk vorgelagerte Kola-Bucht (Lage) in Richtung Loch Ewe (Lage). Kommodore des Konvois war Captain W. C. Meek, der sich auf der Temple Arch eingeschifft hatte. Zuerst übernahm die Eastern Local Escort die Nahsicherung mit dem Flakschiff Ulster Queen, den Minensuchern Britomart, Halcyon, Hazard und Sharpshooter sowie den sowjetischen Zerstörern Baku und Sokruschitelny. Danach folgte die Ocean Escort mit den Korvetten Bergamot, Bluebell, Bryony, Camellia und dem Minensucher Salamander. Weitere Sicherungsschiffe schlossen sich dem Geleit kurzzeitig an. So die Zerstörer Faulknor, Intrepid, Icarus, Impulsive (20. – 26.11.), Echo (20. – 22.11.), Musketeer, Orwell (23. – 30.11.), Middleton (22. – 30.11.) und Oakley (23. – 30.11.). Eine Nahsicherungsgruppe mit den Kreuzern London, Suffolk und den Zerstörern Forester, Obdurate and Onslaught operierte ebenfalls am Konvoi. Die U-Boote Seadog, Trespasser, Junon (französisch), Uredd (norwegisch) und L-20 (sowjetisch) besetzten gegen deutsche Überwasserstreitkräfte Positionen vor den nordnorwegischen Fjorden.
| Name                | Typ            | Flagge                 | Vermessung in BRT | Verbleib                                    |
| ------------------- | -------------- | ---------------------- | ----------------- | ------------------------------------------- |
| Andre Marti         | Frachter       | Sowjetunion            | 2352              |                                             |
| Belomorkanal        | Frachter       | Sowjetunion            | 2900              |                                             |
| Charles R McCormick | Frachter       | Vereinigte Staaten     | 6027              |                                             |
| Copeland            | Rettungsschiff | Vereinigtes Königreich | 1526              |                                             |
| Dan Y Brin          | Frachter       | Vereinigtes Königreich | 5117              |                                             |
| Empire Baffin       | Frachter       | Vereinigtes Königreich | 6978              |                                             |
| Empire Morn         | Frachter       | Vereinigtes Königreich | 7092              |                                             |
| Empire Snow         | Frachter       | Vereinigtes Königreich | 6327              |                                             |
| Empire Tristram     | Frachter       | Vereinigtes Königreich | 7167              |                                             |
| Esek Hopkins        | Frachter       | Vereinigte Staaten     | 7191              |                                             |
| Exford              | Frachter       | Vereinigte Staaten     | 4969              |                                             |
| Friedrich Engels    | Frachter       | Sowjetunion            | 3972              |                                             |
| Goolistan           | Frachter       | Vereinigtes Königreich | 5851              | am 22. November durch U 625 versenkt (Lage) |
| Holywood            | Frachter       | Vereinigte Staaten     | 5498              |                                             |
| Ironclad            | Frachter       | Vereinigte Staaten     | 5685              | kehrte wegen schweren Sturmes um            |
| Komiles             | Frachter       | Sowjetunion            | 3962              |                                             |
| Kusnez Lesow        | Frachter       | Sowjetunion            | 3974              | am 22. November durch U 601 versenkt (Lage) |
| Lafayette           | Frachter       | Vereinigte Staaten     | 5887              |                                             |
| Meanticut           | Frachter       | Vereinigte Staaten     | 6061              | kehrte wegen schweren Sturmes um            |
| Nathaniel Greene    | Frachter       | Vereinigte Staaten     | 7177              |                                             |
| Patrick Henry       | Frachter       | Vereinigte Staaten     | 7191              |                                             |
| Petrowski           | Frachter       | Sowjetunion            | 3771              |                                             |
| Sahale              | Frachter       | Vereinigte Staaten     | 5028              |                                             |
| Schoharie           | Frachter       | Vereinigte Staaten     | 4971              |                                             |
| St. Olaf            | Frachter       | Vereinigte Staaten     | 7191              |                                             |
| Tbilissi            | Frachter       | Sowjetunion            | 7169              |                                             |
| Temple Arch         | Frachter       | Vereinigtes Königreich | 5138              |                                             |
| Virginia Dare       | Frachter       | Vereinigte Staaten     | 7177              |                                             |
| White Clover        | Frachter       | Panama                 | 5462              |                                             |
| William Moultrie    | Frachter       | Vereinigte Staaten     | 7177              |                                             |

## Verlauf
Der Geleitzug trieb ab 20. November 1942 durch starken Sturm weit auseinander. Die sowjetischen Zerstörer Baku und Sokruschitelny konnten den Wetterbedingungen nicht standhalten. Während die Sokruschitelny halb durchbrach und sank, erreichte die Baku mit schweren Schäden im Vorschiff und in den Kesselräumen sowie starkem Wassereinbruch den Hafen. Am 22. November fanden U 625 und U 601 den Konvoi und versenkten jeweils die Frachter Goolistan (5851 BRT) und Kusnez Lesow (3974 BRT). Am 30. November erreichte der Geleitzug das schottische Loch Ewe. Er verlor zwei Frachter mit 9825 BRT und die Frachter Ironclad und Meanticut kehrten aufgrund der Wetterbedingungen um.